# Arianops teyahalee
Arianops teyahalee är en skalbaggsart som beskrevs av Barr 1974. Arianops teyahalee ingår i släktet Arianops och familjen kortvingar. Inga underarter finns listade i Catalogue of Life.